# Pandemia di COVID-19 in Irlanda del Nord
La pandemia di COVID-19 in Irlanda del Nord è sopraggiunta il 27 febbraio 2020. 
L'Irlanda del Nord ha il tasso di mortalità per coronavirus più basso registrato nel Regno Unito e un tasso inferiore a quello della Repubblica d'Irlanda. Sta inoltre effettuando più test pro capite rispetto agli altri paesi del Regno Unito. Secondo la Northern Ireland Statistics and Research Agency, la stragrande maggioranza dei decessi legati al COVID-19 si sono verificati tra individui di età superiore ai 75 anni e quasi la metà erano in case di cura. Si ritiene che il tasso di infezione sia più alto nelle case di cura che nella comunità, il che sta gonfiando il tasso complessivo.
Come nel resto del Regno Unito, tutti i viaggi "non essenziali" e i contatti con persone fuori casa (inclusi familiari e partner) sono stati limitati a tutta la popolazione e quasi tutte le attività commerciali, i luoghi, le strutture, i servizi e i luoghi di culto sono stati chiusi. Eventi importanti come il giorno di San Patrizio sono stati cancellati. Si prevedeva che un lungo blocco avrebbe danneggiato gravemente l'economia e avrebbe portato a un forte aumento della disoccupazione.
L'Health and Social Care ha lavorato per aumentare la capacità ospedaliera. A metà aprile, la modellizzazione del Dipartimento della salute ha indicato che il servizio sanitario dell'Irlanda del Nord avrebbe potuto far fronte al picco previsto di casi. Il 21 aprile, il principale consulente scientifico dell'Irlanda del Nord ha affermato che la curva dei nuovi casi si è appiattita e le prove suggerivano che l'Irlanda del Nord avesse superato il picco del suo focolaio, tuttavia, le restrizioni sono state introdotte di nuovo nel settembre 2020 a seguito di un secondo aumento casi.

## Cronologia

### Febbraio 2020
Il 29 febbraio, viene confermato il primo caso in Irlanda del Nord.

### Marzo 2020
Il 7 marzo, il numero di casi ha raggiunto 7. Il 17 marzo, il numero di casi ha raggiunto 52. Il 19 marzo, il paese ha raggiunto 77 casi e ha confermato la sua prima morte. Il 22 marzo, la seconda morte è stata confermata e il numero di casi è salito a 128. Al 27 marzo, il numero di morti ha raggiunto 16 e il numero di casi è aumentato a 500. Al 31 marzo, il numero di casi ha raggiunto 586 e il numero di morti 28.

### Aprile 2020

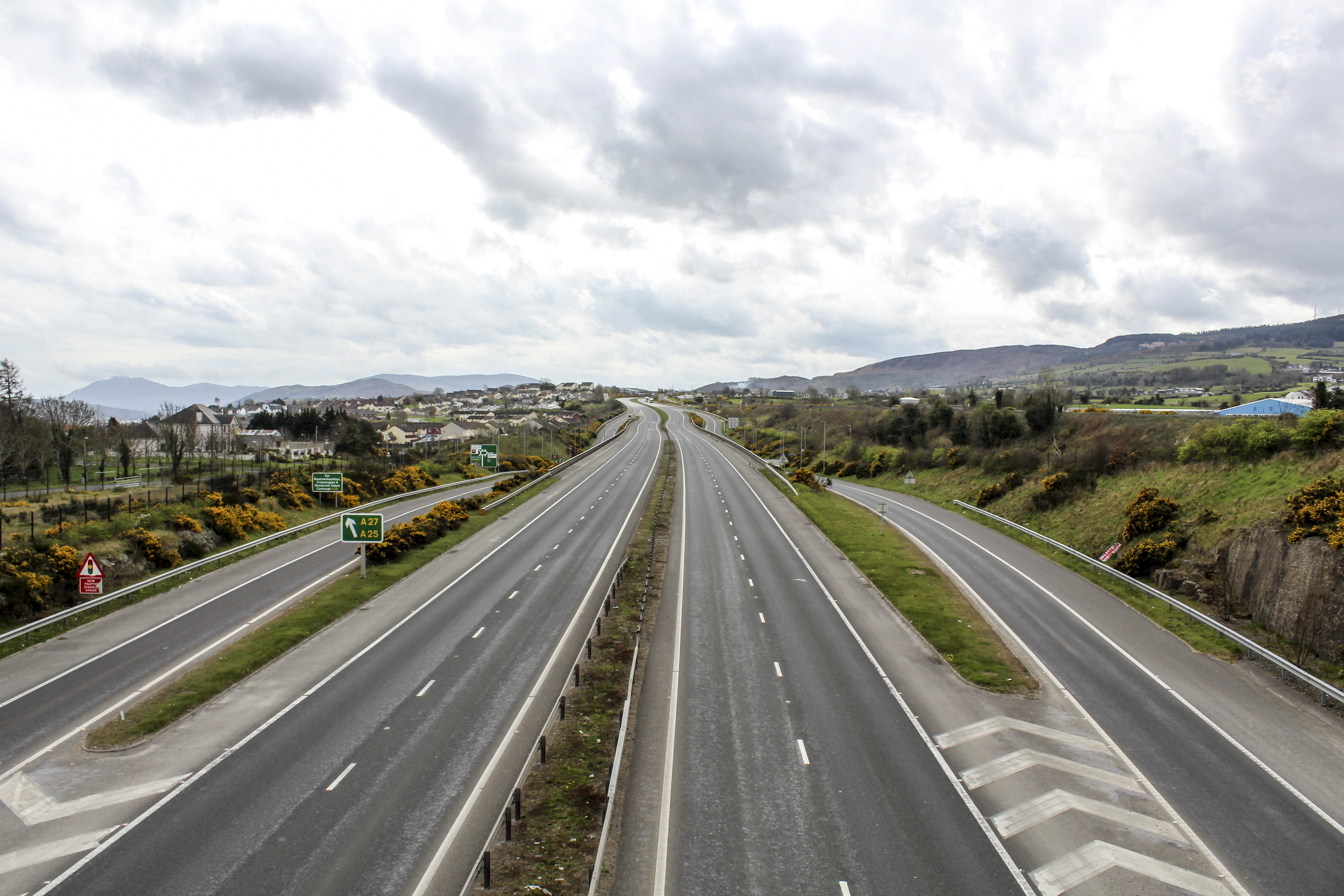
Una A1 deserta alla periferia di Newry durante il blocco il 4 aprile

Il 5 aprile, il paese ha raggiunto 1.000 casi confermati e più di 60 decessi. Al 12 aprile, il numero di casi era di oltre 1.800 e le morti sono passate a 100.